# Champ Car World Series 2005
Sezon 2005 w Champ Car był dwudziestą siódmą edycją tej serii wyścigowej (drugą organizowaną przez Champ Car). Rozpoczął się 10 kwietnia i zakończył się po 13 wyścigach 6 listopada.
Tytuł mistrzowski zdobył po raz drugi z rzędu Sébastien Bourdais z zespołu Newman/Haas Racing, a tytuł najlepszego nowicjusza (Rookie of the year) zdobył Timo Glock. Wszystkie zespoły używały nadwozi Loli, silników Forda oraz opon Bridgestone.

## Lista startowa
Wszystkie zespoły używały 2,65-litrowego silnika Ford-Cosworth V8 XFE, nadwozie Lola B02/00 oraz opony Bridgestone.
| Zespół                       | Nr. | Kierowca            | Rundy     |
| ---------------------------- | --- | ------------------- | --------- |
| Newman/Haas Racing           | 1   | Sébastien Bourdais  | Wszystkie |
| Newman/Haas Racing           | 2   | Bruno Junqueira     | 1-2       |
| Newman/Haas Racing           | 2   | Oriol Servià        | 3-13      |
| Forsythe Championship Racing | 3   | Paul Tracy          | Wszystkie |
| Forsythe Championship Racing | 7   | Mario Domínguez     | Wszystkie |
| CTE Racing-HVM               | 4   | Björn Wirdheim      | 1-11      |
| CTE Racing-HVM               | 4   | Fabrizio del Monte  | 12-13     |
| CTE Racing-HVM               | 50  | Homero Richards     | 13        |
| CTE Racing-HVM               | 55  | Ronnie Bremer       | 1-5       |
| CTE Racing-HVM               | 55  | Alexandre Sperafico | 6-7       |
| CTE Racing-HVM               | 55  | Rodolfo Lavín       | 8-13      |
| Team Australia               | 5   | Marcus Marshall     | 1-12      |
| Team Australia               | 5   | Will Power          | 13        |
| Team Australia               | 15  | Alex Tagliani       | Wszystkie |
| Team Australia               | 25  | Will Power          | 12        |
| Team Australia               | 25  | Charles Zwolsman    | 13        |
| Rocketsports Racing          | 8   | Timo Glock          | Wszystkie |
| Rocketsports Racing          | 31  | Ryan Hunter-Reay    | 1-11      |
| Rocketsports Racing          | 31  | Michael McDowell    | 12-13     |
| RuSPORT                      | 9   | Justin Wilson       | Wszystkie |
| RuSPORT                      | 10  | A.J. Allmendinger   | Wszystkie |
| Dale Coyne Racing            | 11  | Ricardo Sperafico   | Wszystkie |
| Dale Coyne Racing            | 19  | Oriol Servià        | 1-2       |
| Dale Coyne Racing            | 19  | Michael Valiante    | 4         |
| Dale Coyne Racing            | 19  | Tarso Marques       | 5         |
| Dale Coyne Racing            | 19  | Ryan Dalziel        | 6         |
| Dale Coyne Racing            | 19  | Ronnie Bremer       | 7-13      |
| PKV Racing                   | 12  | Jimmy Vasser        | Wszystkie |
| PKV Racing                   | 21  | Cristiano da Matta  | Wszystkie |
| PKV Racing                   | 52  | Jorge Goeters       | 2         |
| Mi-Jack Conquest Racing      | 27  | Andrew Ranger       | Wszystkie |
| Mi-Jack Conquest Racing      | 34  | Nelson Philippe     | Wszystkie |
| Jensen MotorSport            | 41  | Fabrizio del Monte  | 1         |

## Wyniki
| Runda | Wyścig                                                                                 | Czołowa trójka | Czołowa trójka     | Czołowa trójka      | Czołowa trójka |
| Runda | Wyścig                                                                                 | Poz.           | Kierowca           | Zespół              | Czas           |
| ----- | -------------------------------------------------------------------------------------- | -------------- | ------------------ | ------------------- | -------------- |
| 1     | Toyota Grand Prix of Long Beach 10 kwietnia, Long Beach                                | 1              | Sébastien Bourdais | Newman/Haas Racing  | 1:46:29.768    |
| 1     | Toyota Grand Prix of Long Beach 10 kwietnia, Long Beach                                | 2              | Paul Tracy         | Forsythe Racing     | +4.1           |
| 1     | Toyota Grand Prix of Long Beach 10 kwietnia, Long Beach                                | 3              | Bruno Junqueira    | Newman/Haas Racing  | +5.4           |
|       |                                                                                        |                |                    |                     |                |
| 2     | Tecate/Telmex Grand Prix of Monterrey 22 maja, Monterrey                               | 1              | Bruno Junqueira    | Newman/Haas Racing  | 2:03:38.021    |
| 2     | Tecate/Telmex Grand Prix of Monterrey 22 maja, Monterrey                               | 2              | Andrew Ranger      | Conquest Racing     | +1.4           |
| 2     | Tecate/Telmex Grand Prix of Monterrey 22 maja, Monterrey                               | 3              | Alex Tagliani      | Team Australia      | +2.8           |
|       |                                                                                        |                |                    |                     |                |
| 3     | Time Warner Cable Road Runner 225 4 czerwca, The Milwaukee Mile                        | 1              | Paul Tracy         | Forsythe Racing     | 1:45:01.259    |
| 3     | Time Warner Cable Road Runner 225 4 czerwca, The Milwaukee Mile                        | 2              | A.J. Allmendinger  | RuSPORT             | +3.4           |
| 3     | Time Warner Cable Road Runner 225 4 czerwca, The Milwaukee Mile                        | 3              | Oriol Servià       | Newman/Haas Racing  | +6.1           |
|       |                                                                                        |                |                    |                     |                |
| 4     | G.I. Joe's Champ Car Grand Prix of Portland 19 czerwca, Portland International Raceway | 1              | Cristiano da Matta | PKV Racing          | 1:51:51.404    |
| 4     | G.I. Joe's Champ Car Grand Prix of Portland 19 czerwca, Portland International Raceway | 2              | Sébastien Bourdais | Newman/Haas Racing  | +10.1          |
| 4     | G.I. Joe's Champ Car Grand Prix of Portland 19 czerwca, Portland International Raceway | 3              | Paul Tracy         | Forsythe Racing     | +17.6          |
|       |                                                                                        |                |                    |                     |                |
| 5     | Grand Prix of Cleveland 26 czerwca, Cleveland                                          | 1              | Paul Tracy         | Forsythe Racing     | 1:45:43.856    |
| 5     | Grand Prix of Cleveland 26 czerwca, Cleveland                                          | 2              | A.J. Allmendinger  | RuSPORT             | +3.1           |
| 5     | Grand Prix of Cleveland 26 czerwca, Cleveland                                          | 3              | Oriol Servià       | Newman/Haas Racing  | +3.9           |
|       |                                                                                        |                |                    |                     |                |
| 6     | Molson Indy Toronto 10 lipca, Toronto                                                  | 1              | Justin Wilson      | RuSPORT             | 1:46:10.177    |
| 6     | Molson Indy Toronto 10 lipca, Toronto                                                  | 2              | Oriol Servià       | Newman/Haas Racing  | +0.7           |
| 6     | Molson Indy Toronto 10 lipca, Toronto                                                  | 3              | Alex Tagliani      | Team Australia      | +1.7           |
|       |                                                                                        |                |                    |                     |                |
| 7     | West Edmonton Mall Grand Prix of Edmonton 17 lipca, Edmonton                           | 1              | Sébastien Bourdais | Newman/Haas Racing  | 1:38:55.730    |
| 7     | West Edmonton Mall Grand Prix of Edmonton 17 lipca, Edmonton                           | 2              | Oriol Servià       | Newman/Haas Racing  | +0.6           |
| 7     | West Edmonton Mall Grand Prix of Edmonton 17 lipca, Edmonton                           | 3              | Paul Tracy         | Forsythe Racing     | +1.3           |
|       |                                                                                        |                |                    |                     |                |
| 8     | Taylor Woodrow Grand Prix of San Jose 31 lipca, San Jose                               | 1              | Sébastien Bourdais | Newman/Haas Racing  | 1:45:42.889    |
| 8     | Taylor Woodrow Grand Prix of San Jose 31 lipca, San Jose                               | 2              | Paul Tracy         | Forsythe Racing     | +3.7           |
| 8     | Taylor Woodrow Grand Prix of San Jose 31 lipca, San Jose                               | 3              | Oriol Servià       | Newman/Haas Racing  | +10.4          |
|       |                                                                                        |                |                    |                     |                |
| 9     | Centrix Financial Grand Prix of Denver 14 sierpnia, Denver                             | 1              | Sébastien Bourdais | Newman/Haas Racing  | 1:49:45.135    |
| 9     | Centrix Financial Grand Prix of Denver 14 sierpnia, Denver                             | 2              | Mario Domínguez    | Forsythe Racing     | +15.3          |
| 9     | Centrix Financial Grand Prix of Denver 14 sierpnia, Denver                             | 3              | A.J. Allmendinger  | RuSPORT             | +17.2          |
|       |                                                                                        |                |                    |                     |                |
| 10    | Molson Indy Montreal 28 sierpnia, Circuit Gilles Villeneuve                            | 1              | Oriol Servià       | Newman/Haas Racing  | 1:59:10.516    |
| 10    | Molson Indy Montreal 28 sierpnia, Circuit Gilles Villeneuve                            | 2              | Timo Glock         | Rocketsports Racing | +1.0           |
| 10    | Molson Indy Montreal 28 sierpnia, Circuit Gilles Villeneuve                            | 3              | Justin Wilson      | RuSPORT             | +1.4           |
|       |                                                                                        |                |                    |                     |                |
| 11    | Hurricane Relief 400 24 września, Las Vegas Motor Speedway                             | 1              | Sébastien Bourdais | Newman/Haas Racing  | 1:26:22.636    |
| 11    | Hurricane Relief 400 24 września, Las Vegas Motor Speedway                             | 2              | Oriol Servià       | Newman/Haas Racing  | +0.3           |
| 11    | Hurricane Relief 400 24 września, Las Vegas Motor Speedway                             | 3              | Jimmy Vasser       | PKV Racing          | +3.6           |
|       |                                                                                        |                |                    |                     |                |
| 12    | Lexmark Indy 300 23 października, Surfers Paradise                                     | 1              | Sébastien Bourdais | Newman/Haas Racing  | 1:39:26.671    |
| 12    | Lexmark Indy 300 23 października, Surfers Paradise                                     | 2              | A.J. Allmendinger  | RuSPORT             | +9.1           |
| 12    | Lexmark Indy 300 23 października, Surfers Paradise                                     | 3              | Jimmy Vasser       | PKV Racing          | +31.9          |
|       |                                                                                        |                |                    |                     |                |
| 13    | Gran Premio Telmex/Tecate 6 listopada, Autódromo Hermanos Rodríguez                    | 1              | Justin Wilson      | RuSPORT             | 1:58:23.479    |
| 13    | Gran Premio Telmex/Tecate 6 listopada, Autódromo Hermanos Rodríguez                    | 2              | A.J. Allmendinger  | RuSPORT             | +3.9           |
| 13    | Gran Premio Telmex/Tecate 6 listopada, Autódromo Hermanos Rodríguez                    | 3              | Paul Tracy         | Forsythe Racing     | +6.8           |

     tor owalny  
     tor drogowy  
     tor uliczny  
     tor na lotnisku

## Klasyfikacja
| Poz. | Kierowca           | LB | MTY | MIL | POR | CLE | TOR | EDM | SJ | DEN | MTL | LV | SP | MEX | Suma punktów |
| ---- | ------------------ | -- | --- | --- | --- | --- | --- | --- | -- | --- | --- | -- | -- | --- | ------------ |
| 1    | Sébastien Bourdais | 1  | 5   | 6   | 2   | 5   | 5   | 1   | 1  | 1   | 4   | 1  | 1  | 17  | 348          |
| 2    | Oriol Servià       | 11 | 9   | 3   | 16  | 3   | 2   | 2   | 3  | 4   | 1   | 2  | 5  | 4   | 288          |
| 3    | Justin Wilson      | 4  | 4   | 4   | 17  | 7   | 1   | 4   | 4  | 17  | 3   | 11 | 7  | 1   | 265          |
| 4    | Paul Tracy         | 2  | 15  | 1   | 3   | 1   | 16  | 3   | 2  | 16  | 8   | 17 | 17 | 3   | 246          |
| 5    | A.J. Allmendinger  | 8  | 10  | 2   | 5   | 2   | 12  | 14  | 17 | 3   | 9   | 13 | 2  | 2   | 227          |
| 6    | Jimmy Vasser       | 9  | 14  | 5   | 6   | 6   | 4   | 11  | 11 | 15  | 7   | 3  | 3  | 6   | 217          |
| 7    | Alex Tagliani      | 15 | 3   | 10  | 18  | 4   | 3   | 7   | 9  | 14  | 5   | 7  | 4  | 8   | 207          |
| 8    | Timo Glock         | 6  | 11  | 9   | 10  | 10  | 7   | 13  | 6  | 13  | 2   | 8  | 6  | 5   | 202          |
| 9    | Mario Domínguez    | 5  | 13  | 7   | 4   | 17  | 13  | 5   | 5  | 2   | 10  | 4  | 18 | 12  | 198          |
| 10   | Andrew Ranger      | 17 | 2   | 16  | 7   | 8   | 11  | 18  | 16 | 10  | 11  | 14 | 10 | 9   | 140          |
| 11   | Cristiano da Matta | 10 | 6   | 11  | 1   | 16  | 17  | 17  | 10 | 18  | 6   | 12 | 19 | 14  | 139          |
| 12   | Ronnie Bremer      | 7  | 19  | 8   | 8   | 14  |     | 6   | 7  | 7   | 17  | 18 | 8  | 19  | 139          |
| 13   | Nelson Philippe    | 18 | 12  | 12  | 12  | 13  | 10  | 9   | 15 | 9   | 15  | 16 | 14 | 7   | 117          |
| 14   | Björn Wirdheim     | 12 | 8   | 15  | 9   | 15  | 15  | 15  | 8  | 11  | 13  | 6  |    |     | 115          |
| 15   | Ryan Hunter-Reay   | 13 | 7   | 17  | 15  | 18  | 6   | 16  | 14 | 6   | 12  | 10 |    |     | 110          |
| 16   | Marcus Marshall    | 14 | 16  | 13  | 14  | 12  | 14  | 8   | 12 | 12  | 16  | 9  | 11 |     | 104          |
| 17   | Ricardo Sperafico  | 19 | 17  | 14  | 13  | 9   | 18  | 10  | 18 | 8   | 18  | 15 | 9  | 18  | 92           |
| 18   | Rodolfo Lavín      |    |     |     |     |     |     |     | 13 | 5   | 14  | 5  | 13 | 15  | 72           |
| 19   | Bruno Junqueira    | 3  | 1   |     |     |     |     |     |    |     |     |    |    |     | 59           |
| 20   | Alex Sperafico     |    |     |     |     |     | 8   | 12  |    |     |     |    |    |     | 24           |
| 21   | Michael McDowell   |    |     |     |     |     |     |     |    |     |     |    | 12 | 11  | 19           |
| 22   | Will Power         |    |     |     |     |     |     |     |    |     |     |    | 15 | 10  | 17           |
| 23   | Ryan Dalziel       |    |     |     |     |     | 9   |     |    |     |     |    |    |     | 13           |
| 24   | Michael Valiante   |    |     |     | 11  |     |     |     |    |     |     |    |    |     | 10           |
| 24   | Tarso Marques      |    |     |     |     | 11  |     |     |    |     |     |    |    |     | 10           |
| 26   | Fabrizio del Monte | 16 |     |     |     |     |     |     |    |     |     |    | 16 |     | 10           |
| 27   | Charles Zwolsman   |    |     |     |     |     |     |     |    |     |     |    |    | 13  | 8            |
| 28   | Homero Richards    |    |     |     |     |     |     |     |    |     |     |    |    | 16  | 5            |
| 29   | Jorge Goeters      |    | 18  |     |     |     |     |     |    |     |     |    |    |     | 3            |

     nowicjusz (rookie)
| Klucz punktacji  | Klucz punktacji  | Klucz punktacji  | Klucz punktacji  | Klucz punktacji  | Klucz punktacji | Klucz punktacji | Klucz punktacji | Klucz punktacji | Klucz punktacji | Klucz punktacji | Klucz punktacji | Klucz punktacji | Klucz punktacji | Klucz punktacji | Klucz punktacji | Klucz punktacji | Klucz punktacji | Klucz punktacji | Klucz punktacji | Klucz punktacji |
| Miejsce          | 1                | 2                | 3                | 4                | 5 | 6 | 7 | 8 | 9 | 10 | 11 | 12 | 13 | 14 | 15 | 16 | 17 | 18 | 19 | 20 |
| ---------------- | ---------------- | ---------------- | ---------------- | ---------------- | --- | --- | --- | --- | --- | --- | --- | --- | --- | --- | --- | --- | --- | --- | --- | --- |
| Punkty           | 31               | 27               | 25               | 23               | 21 | 19 | 17 | 15 | 13 | 11 | 10 | 9 | 8 | 7 | 6 | 5 | 4 | 3 | 2 | 1 |
| Dodatkowe punkty | Dodatkowe punkty | Dodatkowe punkty | Dodatkowe punkty | Dodatkowe punkty | zwycięstwo w 1. sesji kwalifikacyjnej – 1 punkt zwycięstwo w 2. sesji kwalifikacyjnej – 1 punkt najszybsze okrążenie wyścigu – 1 punkt prowadzenie przynajmniej przez jedno okrążenie – 1 punkt największy postęp w wyścigu – 1 punkt | zwycięstwo w 1. sesji kwalifikacyjnej – 1 punkt zwycięstwo w 2. sesji kwalifikacyjnej – 1 punkt najszybsze okrążenie wyścigu – 1 punkt prowadzenie przynajmniej przez jedno okrążenie – 1 punkt największy postęp w wyścigu – 1 punkt | zwycięstwo w 1. sesji kwalifikacyjnej – 1 punkt zwycięstwo w 2. sesji kwalifikacyjnej – 1 punkt najszybsze okrążenie wyścigu – 1 punkt prowadzenie przynajmniej przez jedno okrążenie – 1 punkt największy postęp w wyścigu – 1 punkt | zwycięstwo w 1. sesji kwalifikacyjnej – 1 punkt zwycięstwo w 2. sesji kwalifikacyjnej – 1 punkt najszybsze okrążenie wyścigu – 1 punkt prowadzenie przynajmniej przez jedno okrążenie – 1 punkt największy postęp w wyścigu – 1 punkt | zwycięstwo w 1. sesji kwalifikacyjnej – 1 punkt zwycięstwo w 2. sesji kwalifikacyjnej – 1 punkt najszybsze okrążenie wyścigu – 1 punkt prowadzenie przynajmniej przez jedno okrążenie – 1 punkt największy postęp w wyścigu – 1 punkt | zwycięstwo w 1. sesji kwalifikacyjnej – 1 punkt zwycięstwo w 2. sesji kwalifikacyjnej – 1 punkt najszybsze okrążenie wyścigu – 1 punkt prowadzenie przynajmniej przez jedno okrążenie – 1 punkt największy postęp w wyścigu – 1 punkt | zwycięstwo w 1. sesji kwalifikacyjnej – 1 punkt zwycięstwo w 2. sesji kwalifikacyjnej – 1 punkt najszybsze okrążenie wyścigu – 1 punkt prowadzenie przynajmniej przez jedno okrążenie – 1 punkt największy postęp w wyścigu – 1 punkt | zwycięstwo w 1. sesji kwalifikacyjnej – 1 punkt zwycięstwo w 2. sesji kwalifikacyjnej – 1 punkt najszybsze okrążenie wyścigu – 1 punkt prowadzenie przynajmniej przez jedno okrążenie – 1 punkt największy postęp w wyścigu – 1 punkt | zwycięstwo w 1. sesji kwalifikacyjnej – 1 punkt zwycięstwo w 2. sesji kwalifikacyjnej – 1 punkt najszybsze okrążenie wyścigu – 1 punkt prowadzenie przynajmniej przez jedno okrążenie – 1 punkt największy postęp w wyścigu – 1 punkt | zwycięstwo w 1. sesji kwalifikacyjnej – 1 punkt zwycięstwo w 2. sesji kwalifikacyjnej – 1 punkt najszybsze okrążenie wyścigu – 1 punkt prowadzenie przynajmniej przez jedno okrążenie – 1 punkt największy postęp w wyścigu – 1 punkt | zwycięstwo w 1. sesji kwalifikacyjnej – 1 punkt zwycięstwo w 2. sesji kwalifikacyjnej – 1 punkt najszybsze okrążenie wyścigu – 1 punkt prowadzenie przynajmniej przez jedno okrążenie – 1 punkt największy postęp w wyścigu – 1 punkt | zwycięstwo w 1. sesji kwalifikacyjnej – 1 punkt zwycięstwo w 2. sesji kwalifikacyjnej – 1 punkt najszybsze okrążenie wyścigu – 1 punkt prowadzenie przynajmniej przez jedno okrążenie – 1 punkt największy postęp w wyścigu – 1 punkt | zwycięstwo w 1. sesji kwalifikacyjnej – 1 punkt zwycięstwo w 2. sesji kwalifikacyjnej – 1 punkt najszybsze okrążenie wyścigu – 1 punkt prowadzenie przynajmniej przez jedno okrążenie – 1 punkt największy postęp w wyścigu – 1 punkt | zwycięstwo w 1. sesji kwalifikacyjnej – 1 punkt zwycięstwo w 2. sesji kwalifikacyjnej – 1 punkt najszybsze okrążenie wyścigu – 1 punkt prowadzenie przynajmniej przez jedno okrążenie – 1 punkt największy postęp w wyścigu – 1 punkt | zwycięstwo w 1. sesji kwalifikacyjnej – 1 punkt zwycięstwo w 2. sesji kwalifikacyjnej – 1 punkt najszybsze okrążenie wyścigu – 1 punkt prowadzenie przynajmniej przez jedno okrążenie – 1 punkt największy postęp w wyścigu – 1 punkt | zwycięstwo w 1. sesji kwalifikacyjnej – 1 punkt zwycięstwo w 2. sesji kwalifikacyjnej – 1 punkt najszybsze okrążenie wyścigu – 1 punkt prowadzenie przynajmniej przez jedno okrążenie – 1 punkt największy postęp w wyścigu – 1 punkt |

## Puchar narodów
| Poz. | Kraj              | Punkty |
| ---- | ----------------- | ------ |
| 1    | Francja           | 346    |
| 2    | Kanada            | 322    |
| 3    | Hiszpania         | 283    |
| 4    | Stany Zjednoczone | 274    |
| 5    | Wielka Brytania   | 270    |
| 6    | Brazylia          | 211    |
| 7    | Meksyk            | 201    |
| 8    | Australia         | 198    |
| 9    | Dania             | 133    |
| 10   | Australia         | 115    |
| 11   | Szwecja           | 113    |
| 12   | Włochy            | 10     |
| 13   | Holandia          | 8      |